# Michel Dinet
Pour les articles homonymes, voir Dinet.
Michel Dinet, né le 6 novembre 1948 à Neufchâteau (Vosges) et mort le 30 mars 2014 à Allamps (Meurthe-et-Moselle), est un homme politique français, membre du Parti socialiste.

## Biographie
Fils de menuisier, il se destine à l'enseignement et entre à l'école normale de Nancy. Il débute alors comme enseignant au collège de Piennes en 1967, puis est nommé instituteur à Vannes-le-Châtel en 1970. 
En 1971, il est élu au conseil municipal de Vannes-le-Châtel, et en devient maire l'année suivante. En 1978, il est élu au conseil général de Meurthe-et-Moselle dans le canton de Colombey-les-Belles. Il contribue à « inventer » le Pays de Colombey-les-Belles. C'est la préfiguration de l'intercommunalité rurale, qu'il va promouvoir en créant l'Association des Pays de France. En 1991, il fusionne cette association avec l'Association nationale du développement local et des pays, pour former l'l'Union nationale des acteurs et des structures du développement local (Unadel), dont il devient le premier président. De même, il contribue à créer en Lorraine le Carrefour des pays lorrains, dont il prend aussi la présidence.
En 1988, il est élu député (PS) de Meurthe-et-Moselle dans la circonscription de Toul, et quitte son poste d'instituteur. Il est battu en 1993 par le candidat UDF, Aloys Geoffroy, qui obtient 51,1 % des suffrages au second tour.
Il rebondit en étant élu, en 1998, à la présidence du conseil général de Meurthe-et-Moselle, et décide de ne pas se représenter aux élections municipales de 2001. 
Le 6 novembre 1998, il est décoré de la Légion d'Honneur.
Il meurt dans un accident de la route le 30 mars 2014, dans la commune d'Allamps,. Sur la route départementale 4, entre Colombey-les-Belles et Vannes-le-Châtel, sur le territoire de la commune d’Allamps, pour une raison inexpliquée, son véhicule — un monospace — quitte la ligne droite et s'encastre dans l'obstacle fixe que constitue l'un des platanes.
Il est remplacé à la tête du conseil général par Mathieu Klein.

## Détail des mandats et fonctions
- Conseiller municipal de Vannes-le-Châtel de 1971 à 2001
- Maire de Vannes-le-Châtel de 1972 à 2001
- Conseiller général de Meurthe-et-Moselle (élu dans le canton de Colombey-les-Belles) d'avril 1978 à mars 2004
- Président du conseil général de Meurthe-et-Moselle du 27 mars 1998 au 29 mars 2014
- Conseiller régional de Lorraine de mars 2010 à mars 2014
- Député pour la 5e circonscription de Meurthe-et-Moselle du 23 juin 1988 au 1er avril 1993
- Président de l’Observatoire national de l'action sociale décentralisée (ODAS) de 2005 à 2014
- Vice-président (2004-2008) puis premier vice-président (2008-2014) de l'Assemblée des départements de France

## Hommage
L'Association Michel Dinet est créée en juin 2014. Son siège social est situé à la mairie de Vannes-le-Châtel.
Le siège des Archives départementales, rue Jean-Baptiste-Thierry-Solet à Nancy, est rebaptisé Centre des Mémoires Michel-Dinet.
La salle polyvalente de Malzéville, rue du Jéricho et place François-Mitterrand, reçoit le nom de Michel Dinet.

## Documentaire
- Guy Gauthier, Le Dernier Voyage (2015) - Le dernier voyage de Michel Dinet, Président du département de Meurthe-et-Moselle avant son accident tragique qui lui coûtera la vie en début d’année 2014. (Avant-première le 22 mai 2015 à l'UGC CinéCité de Ludres, Meurthe-et-Moselle)